# Бобохалма
Бобохалма (рум. Bobohalma) — село у повіті Муреш в Румунії. Адміністративно підпорядковане місту Тирневені.
Село розташоване на відстані 257 км на північний захід від Бухареста, 33 км на південний захід від Тиргу-Муреша, 67 км на південний схід від Клуж-Напоки, 131 км на північний захід від Брашова.

## Населення
За даними перепису населення 2002 року у селі проживали 1243 особи, з них 1238 осіб (99,6%) румунів. Рідною мовою 1240 осіб (99,8%) назвали румунську.